# Tunnel de Munt La Schera
Le tunnel de Munt La Schera (ou tunnel de Livigno) est un tunnel routier monotube situé dans le canton des Grisons en Suisse. D'une longueur de 3 394 mètres, il a été inauguré en 1965. Il permet la traversée de Munt La Schera (en).

## Situation
Le portail nord du tunnel de Munt la Scheraest est situé à Punta la Drossa en Haute-Engadine sur la commune grisonne de Zernez. Il est directement connecté à la route principale 28 dans le parc national suisse. Le portail sud est à proximité du barrage Punt dal Gall (en) qui forme le lac de Livigno (de). La route traverse ensuite le barrage, situé à la frontière entre l'Italie et la Suisse, longe la rive gauche du lac et atteint Livigno en Lombardie.
Le poste de douane suisse La Drossa se situe au portail nord, le poste de péage sur le barrage et le poste de douane italien à l’extrémité ouest du barrage.

## Historique
Le propriétaire et exploitant du tunnel, l'entreprise d'hydroélectricité Engadiner Kraftwerke (de), a construit le tunnel pour l'acheminement de matériaux pour la construction du barrage Punt dal Gall entre 1962 et 1965. Il est ouvert en 1965 pour les travaux du barrage et en 1968 à la circulation publique.

## Caractéristiques

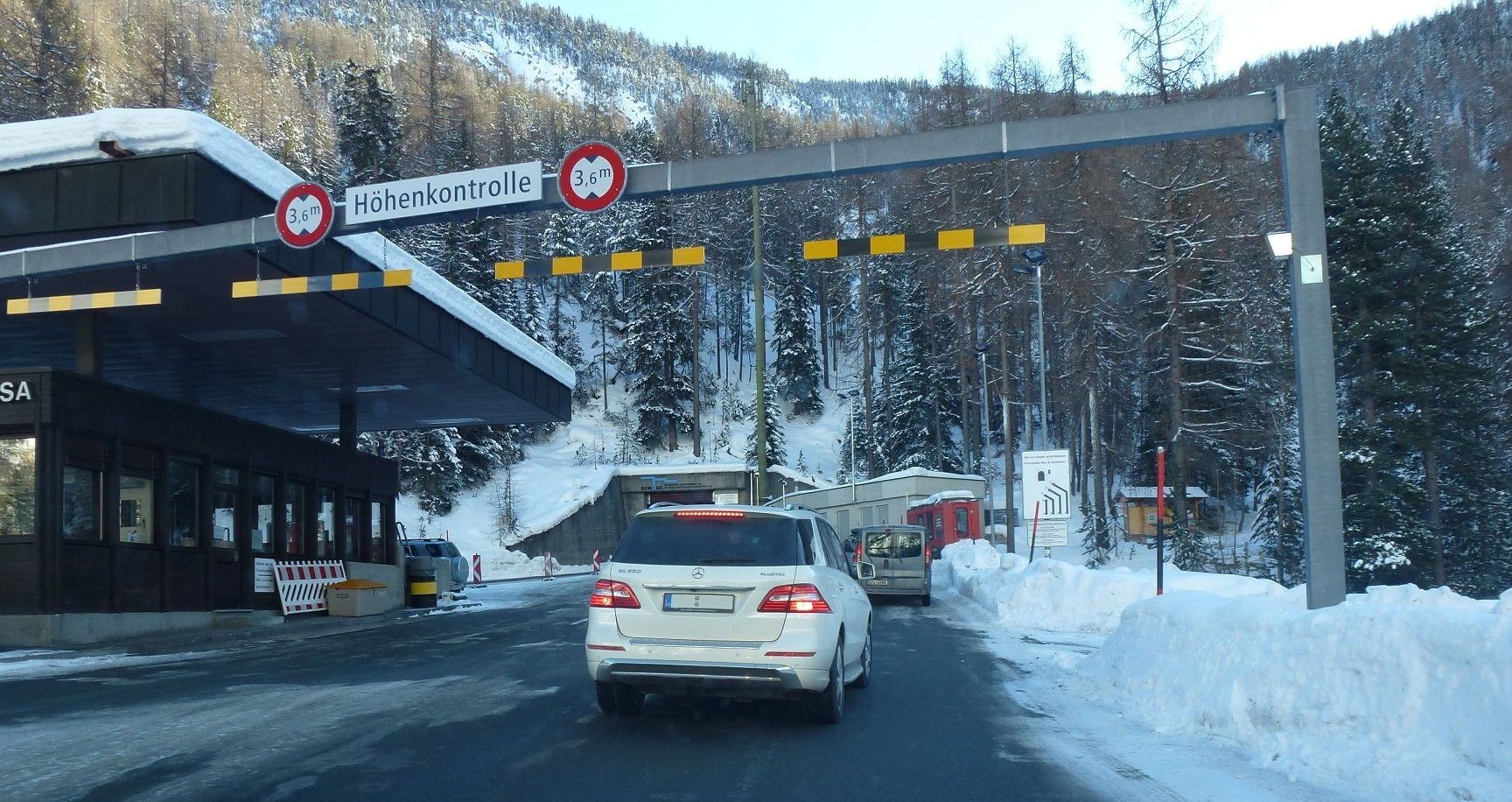
Zone d'attente au portail nord avec le bâtiment de la douane de La Drossa et contrôle de hauteur.

Le tunnel monotube est à une voie, ce qui implique une circulation en alternance contrôlée par des feux de signalisation. Le sens de circulation change toutes les 15 minutes, sauf le samedi durant la saison hivernale. Pendant cette période, le tunnel fonctionne avec un trafic alterné qu'entre 18 h et 6 h. Le reste du temps, il est ouvert de 6 h à 9 h en direction de Zernez et du Val Müstair et entre 10 h et 18 h en direction de Livigno (horaires 2023-2024).
Il est ouvert aux véhicules ne dépassant pas 3,6 mètres de haut et 2,5 mètres de large. La vitesse maximale autorisée est de 60 km/h et la circulation y est interdite aux véhicules transportant des marchandises dangereuses.
Depuis 2008, les cyclistes ne peuvent plus emprunter le tunnel entre le 8 juin et le 20 septembre et doivent alors utiliser la navette prévue à cet effet entre 9 h et 15 h et le car postal 815 le reste du temps.